# B·N·F
B·N·F（1978年3月5日—）是在东京都港区居住的股票當沖客。他出身於千叶县市川市。因2005年的JCOM股交易失誤事件中賺了約20億日元而受到媒體注目，被稱為「JCOM男」（ジェイコム男）。他只用7年時間，身價暴漲一萬倍以上，成為日本新世代的股神。「B·N·F」為他在日本BBS站2ch發言所用的暱稱，取自美國華爾街知名投資人維克多·尼德霍夫（Victor Niederhoffer）的名字。

## JCOM股交易失誤事件
JCOM股交易失误事件發生在2005年12月8日，在新上场的JCOM的股票中，瑞穗证券把原为“售出1股定價61萬日元”的指令，误为“售出61萬股每股1元”，让股市大混乱。B·N·F 在仅仅10分鐘之间，投入资金取得了7,100股， 同日中在市场卖掉1,100股。 之后由于交易所强制结算，以每股 91.2 萬日圓賣掉餘下6000股 。他合計賺了约20亿日元多的利润。 B·N·F成为在此次的事件中取得最高利润的投資人。

## 交易手法
BNF的交易手法屬於當日沖銷（day trading）的一種， 差不多每分每秒都在進行買賣的操作，按照他自己的說法，市盈率 (Price to Earning Ratio)、市賬率 (Price to Book ratio) 這些分析數據是從來不看的，因為他從不長期持有某種股票。不过，对机器接受订货、雇佣统计等重要指标，各国中央银行的动向、大盤指數和期貨指數，外汇市场、商品期货市场、以美国为首的海外股票市场相当留意。类似當沖客的“反SwingTrade”×“（buying when the market is down，市場下跌時買進）”为中心。交易判断的标准：不凭感觉凭经验。洞察价格总体变动的能力是最重要的。观察日经平均，期货市场的变动等。一天下来，赚赔1～2亿日元是很平常的事。
開始做股票的時候只看過一本入門書籍，後來就全靠實戰積累的經驗。 运用的资产增加之后，则着重于大型股票，如Core30的买卖。2006年，他对140亿日元的交易感到「极大的压力」，觉得有必要减到80亿日元。2007年，他为办商品期货而开设了户口。2007年11月時對有183億而只做短期買賣感到有局限性，以後將用80億日元在外國股作長期投資。
2008年10月，用约90亿日元买入东京秋叶原车站前的大厦。

## 交易成績
在2000年，還是東京某私立大學法学部三年級學生时，便以打工赚的160万日元做为本钱，开始买卖股票。 
2005年的年度收入为109亿3208万7288日元。 
2006年，在LiveDoor风暴之前约20亿日元，之后赚了约30亿日元。 
2007年8月的股災，許多老手陰溝裡翻船，他卻全身而退，獲利至少兩億六千萬日圓。
2007年12月为止，个人资产大约有183亿日元。 
8年平均年收益率达到320%。而与此同时，代表日本股票价格水平的日经平均指数在2000年时为20,000点左右，而2008年1月则为15,000点左右，可以看出BNF并不是凭借了市场的走势取得成績的。
2008年1月下旬，个人资产大约有190亿日元。
2008年4月下旬，个人资产大约有200亿日元。 
2008年5月为止，个人资产大约有203亿日元。
不过，2008年9月起开始买卖美国的股票，当雷曼兄弟（Lehman Brothers）的股票大跌时，他买进雷曼约七亿日元的股票，之后雷曼宣布破产，当场亏了本。买卖日本股时，也因一时疏忽而造成五亿日元的损失，这是今年他在日本股市的最大亏损。
2008年10月为止，个人资产大约有210亿日元。
2008年12月为止，个人资产大约有218亿日元。 2008年收益率为19%。日经平均指数在2008年1月时为14,691点，12月时为8,739点。

## 其它
B·N·F 除了價值4亿日圓的大豪宅之外，没有任何奢侈品。他平时在个人专用的“交易房间”里进行交易。他为了避免由於過饱引起的注意力不集中，午餐常僅以泡面裹腹，並经常在百元商店購物。接受東京電視台製作、役所廣司主持的日經Special報導性節目《賺錢達人GoGoGo》（ガイアの夜明け）节目專訪时说没有什么特别爱好。接受東京體育（東京スポーツ）报社采访时说兴趣是赛马，暗示有可能成为马主，但是不赌马。在“JCOM事件”当时，用PHS作为连络地址。 
B·N·F目前单身，没有女朋友，朋友也似乎不多。他说对股票交易并不执着，只是欲罢不能。因为担心股票，连旅游都不能去。 
他对于运用别人的财产不感兴趣，将来也不会受雇于证券公司。和SoftBank的孙正义社长对谈时被委托管理资产运用，但是他回绝了。